# Debra Marshall
Debra Gale Marshall, meglio conosciuta semplicemente come Debra (Tuscaloosa, 2 marzo 1960), è un'attrice ed ex wrestler statunitense nota soprattutto per i suoi trascorsi nella World Wrestling Federation (WWF, poi nota come WWE) tra il 1998 al 2002.
Debra debuttò nella WWF nel 1998 facendo da manager a Jeff Jarrett e Owen Hart. Nel 1999 ha vinto una volta il WWF Women's Championship. In seguito ha fatto da manager a suo marito Steve Austin fino al 2002.

## Biografia
Dopo essere cresciuta in Tuscaloosa, Debra divenne una cheerleader, track-runner e regina del raduno alla scuola superiore prima di partecipare alla Lee Strasberg Theatre and Film Institute di New York. Poi divenne un'membro dell'equipaggio di cabina. Prima di dedicarsi al wrestling, Debra partecipò a dei concorsi di bellezza riuscendo a vincere il titolo di Miss Illinois nel 1987 a Elgin e lo stesso anno prese parte alla sfilata di Miss America a Las Vegas. Nel 1992 vinse il concorso di Miss Texas tenutosi a Houston.

## Carriera

### World Championship Wrestling (1995–1997)
La Marshall apparì per la prima volta in WCW alla fine del 1995 facendo apparizioni sporadiche come parte delle vallette per il team formato da Hulk Hogan e "Macho Man" Randy Savage. Nell'aprile 1996, iniziò ad apparire regolarmente come valletta di suo marito l'annunciatore Steve "Mongo" McMichael. Basatasi alle partecipazioni in concorsi di bellezza nella vita reale, Debra assunse il ruolo di regina dei concorsi di bellezza, soprannominandosi "The Queen of WCW".
A The Great American Bash 1996, Steve McMichael e il suo partner Kevin Greene affrontarono due membri dei Four Horsemen (Ric Flair e Arn Anderson). Flair vinse il match dopo il tradimento di Mongo e Debra ai danni di Greene colpendolo con una valigietta di acciaio, e si unirono ai Four Horsemen. In seguito la valigietta divenne uno degli oggetti simbolo di Debra. Nel luglio del 1997 a Bash at the Beach, Debra tradì Mongo durante il suo incontro per lo United States Championship contro Jeff Jarrett passando a Jarrett la valigietta di acciaio, che poi usò per colpirlo e vincere l'incontro.

### World Wrestling Federation/Entertainment (1998–2002)

#### Women's Championship (1998–1999)

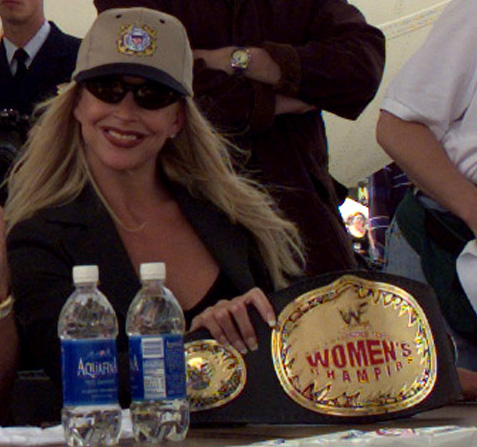
Debra con il WWF Women's Championship

Nel 1998, la Marshall si riunì con Jarrett in WWF. Agli inizi della sua carriera in WWF, conosciuta inizialmente come Debra McMichael e in seguito semplicemente come Debra, intrerpretò il personaggio della scaltra donna d'affari, vestita in abito d'affari come fidanzata di Jarrett. Nella seconda metà del 1998, Jarrett iniziò una faida con Goldust che terminò a Rock Bottom: In Your House in uno "Striptease match". Durante l'incontro, Debra colpì Goldust con la chitarra di Jarrett, permettendo a quest'ultimo di vincere. Tuttavia, l'allora Commissioner della WWF, Shawn Michaels, squalificò Jarrett, e Debra fu costretta a spogliarsi, ma poco dopo Blue Brazer e Jarrett arrivano a coprirla. Debra, tuttavia, iniziò a utilizzare una nuova strategia, che consisteva nel distrarre qualsiasi avversario di Jarrett durante i suoi incontri sbottonandosi la sua blusa, che toglieva volontariamente per mostrare alla folla le sue "puppies", soprannome dato al seno di Debra originariamente da Road Dogg e in seguito utilizzato dal commentatore Jerry Lawler.
La strategia aiutò Jarrett e Owen Hart a sconfiggere Big Boss Man e Ken Shamrock e conquistare il WWF Tag Team Championship nel gennaio del 1999. Nel mese di febbraio, Debra iniziò una rivalità con Ivory, Jarrett e Owen Hart difesero con successo il titolo di coppia contro gli alleati di Ivory Mark Henry e D'Lo Brown a St. Valentine's Day Massacre. Nel mese di marzo, il team perse il titolo contro la coppia formata da Kane e X-Pac. Mentre Debra continuò a essere la manager di Jarrett e Owen Hart, fu proposta una trama nella quale Owen Hart e Debra avrebbero dovuto avere una relazione, ma il team creativo scartò l'idea prima di essere messa in atto. Il nome previsto per il team consisteva in — Debra che favoriva "Talent and Attitude" (T&A) — ma Owen Hart morì nel maggio 1999 a Over the Edge. Più tardi all'evento, Debra e Jarrett persero contro Nicole Bass e Val Venis in un mixed tag team match. Debra e Jarrett vennero intervistati in seguito alla caduta di Owen Hart alla Kemper Arena, dove Debra era scioccata e cercava di trattenere le lacrime di preoccupazione per il suo amico, non riuscendo a restare nel personaggio.
Nella puntata di Raw Is War del 10 maggio, Debra vinse il Women's Championship contro Sable in un Evening Gown match. Di solito, nell'Evening Gown match, la wrestler che toglie il vestito dell'avversaria vince. Poiché Sable tolse il vestito a Debra, avrebbe dovuta essere la vincitrice. Il Commissioner Shawn Michaels, tuttavia, disse che la donna che avrebbe perso il vestito sarebbe stata la vincitrice, incoronando Debra campionessa femminile. Debra perse il titolo contro Ivory il 14 giugno, a causa di un'interferenza di Nicole Bass.
A SummerSlam, Jeff Jarrett affrontò D'Lo Brown. Durante il match, Debra e l'ex alleato di Brown Mark Henry, interferirono in favore di Jarrett, permettendo a quest'ultimo di vincere sia l'European Championship sia Intercontinental Championship. La sera successiva, Jarrett premiò Henry con il titolo europeo e assunse un'assistente per Debra, Miss Kitty. Ad Unforgiven, Debra voltò le spalle a Jarrett colpendolo con una chitarra nel mezzo del sun match contro Chyna per l'Intercontinental Championship. Chyna schienò Jarrett, ma l'arbitro Tom Prichard rovesciò la decisione a causa del coinvolgimento di Debra.

#### Apparizioni sporadiche (1999–2002)
In seguito, Debra fece qualche apparizione sporadica, prese parte all'eight-woman Sudden Death match alle Survivor Series dello stesso anno, in coppia con The Fabulous Moolah, Mae Young e Tori sconfiggendo la coppia formata da Ivory, Jacqueline, Luna e Terri Runnels. Debra stette fuori per diverso tempo dopo che suo marito Steve Austin era stato operato al collo. Debra apparve di nuovo nell'aprile del 2000 nel ruolo della ring announcer a Backlash. Verso la fine dell'anno svolse il ruolo della vice Commissioner, assistente del Commissioner Mick Foley.
Nella puntata di Raw 5 marzo del 2001, Debra si dimise dal ruolo di vice Commissioner per perseguire il suo ruolo di manager, nel mentre fu rivelato sullo schermo che era la moglie di Steve Austin. Mr. McMahon le diede i servizi manageriali di The Rock, in quel periodo in rivalità con Steve Austin. Successivamente nello stesso anno, Debra fece da manager a Steve Austin durante il periodo dell'Alliance, il quale faceva delle battute ricorrenti ai famosi biscotti con le gocce di cioccolato di Debra definendoli disgustosi. In seguito, Debra fece qualche apparizione, per poi abbandonare la federazione con Austin nel giugno del 2002.

## Vita privata
La Marshall si sposò in prime nozze con l'ex giocatore di football americano Steve McMichael, il loro matrimonio durò tredici anni. Divorziarono il 12 ottobre 1998.
Debra incontrò Steve Williams, meglio conosciuto come Steve Austin nel 1998; i due iniziarono a vivere insieme nel 2000. Il 13 settembre di quell'anno, si sposarono a Las Vegas e Debra cambiò il nome in Debra Williams. Il 15 giugno 2002 la polizia rispose ad una chiamata dall'abitazione della coppia a San Antonio, in Texas, e trovò Debra con segni di maltrattamento e il naso sanguinante. Il 14 agosto 2002, le autorità arrestarono Austin con l'accusa di abuso domestico. In seguito a patteggiamento è stato condannato a un anno di libertà vigilata, a 1.000 dollari di multa e a ottanta ore di servizi sociali. Austin chiese il divorzio alla Marshall il 22 luglio 2002, e il divorzio fu ufficializzato il 5 febbraio 2003. Debra mise successivamente all'asta il suo anello nuziale su eBay per $27,100 e donò parte del ricavato a un'organizzazione che assiste le vittime di abusi domestici.
Nel giugno e luglio del 2007, la Marshall fece molte apparizioni discutendo sul caso omicidio-suicidio di Chris Benoit. Descrisse le droghe e steroidi come causa dell'attacco di Austin nei suoi confronti nel giugno del 2002 e che avrebbero potuto esserci dei legami con certe sostanze tra la morte di Benoit e la sua famiglia. Inoltre disse di essere stata picchiata da Austin tre volte.

## Nel wrestling

### Wrestler di cui è stata valletta
- Alex Wright
- Chyna
- Dean Malenko
- D'Lo Brown
- Eddie Guerrero
- Goldust
- Jeff Jarrett
- Owen Hart
- Ric Flair
- The Rock
- Steve McMichael
- Steve Austin

### Manager
- Miss Kitty

### Soprannomi
- "Mrs. Rattlesnake"
- "Puppies!"
- "Queen Debra"
- "Queen of the Puppies"
- "The Queen of WCW"

### Musiche d'ingresso
- "Urban Cowboy" di Jim Johnston[35]

## Titoli e riconoscimenti
- Pro Wrestling Illustrated
  - Manager of the Year (1999)
- World Wrestling Federation
  - WWF Women's Championship (1)

## Filmografia

### Cinema
- Non aprite quella porta IV (Texas Chainsaw Massacre: The Next Generation), regia di Kim Henkel (1994)
- Just Another Romantic Wrestling Comedy, regia di Evan Seplow (2006)

## Nei videogiochi
- WWF WrestleMania 2000[36]
- WWF SmackDown![37]
- WWF No Mercy[38]
- WWF SmackDown! 2: Know Your Role[39]
- WWE SmackDown! Shut Your Mouth[40] – come personaggio non giocabile